# The Twilight Saga: Breaking Dawn – Part 1 (nhạc phim)
The Twilight Saga: Breaking Dawn – Part 1: Original Motion Picture Soundtrack là album soundtrack của phim Hừng Đông - Phần 1.

## Danh sách ca khúc
| Standard edition | Standard edition                                    | Standard edition         | Standard edition |
| STT              | Nhan đề                                             | Phổ nhạc                 | Thời lượng       |
| ---------------- | --------------------------------------------------- | ------------------------ | ---------------- |
| 1.               | "Endtapes"                                          | The Joy Formidable       | 4:10             |
| 2.               | "Love Will Take You"                                | Angus & Julia Stone      | 4:31             |
| 3.               | "It Will Rain"                                      | Bruno Mars               | 4:18             |
| 4.               | "Turning Page"                                      | Sleeping at Last         | 4:16             |
| 5.               | "From Now On"                                       | The Features             | 3:22             |
| 6.               | "A Thousand Years"                                  | Christina Perri          | 4:48             |
| 7.               | "Neighbors"                                         | Theophilus London        | 3:57             |
| 8.               | "I Didn't Mean It"                                  | The Belle Brigade        | 3:35             |
| 9.               | "Sister Rosetta" (2011 version)                     | Noisettes                | 2:59             |
| 10.              | "Northern Lights"                                   | Cider Sky                | 3:50             |
| 11.              | "Flightless Bird, American Mouth" (Wedding version) | Iron & Wine              | 4:28             |
| 12.              | "Requiem on Water"                                  | Imperial Mammoth         | 2:24             |
| 13.              | "Cold"                                              | Aqualung & Lucy Schwartz | 3:41             |
| 14.              | "Lloverá" (Bản tiếng Tây Ban Nha "It Will Rain")    | Mía Maestro              | 5:14             |
| 15.              | "Love Death Birth"                                  | Carter Burwell           | 6:05             |
| Tổng thời lượng: | Tổng thời lượng:                                    | Tổng thời lượng:         | 61:38            |

| Deluxe Edition bonus tracks | Deluxe Edition bonus tracks                  | Deluxe Edition bonus tracks | Deluxe Edition bonus tracks |
| STT                         | Nhan đề                                      | Phổ nhạc                    | Thời lượng                  |
| --------------------------- | -------------------------------------------- | --------------------------- | --------------------------- |
| 16.                         | "Like a Drug"                                | Hard-Fi                     | 3:41                        |
| 17.                         | "Turning Page" (instrumental)                | Sleeping at Last            | 4:17                        |
| 18.                         | "Eclipse (All Yours)" (instrumental)         | Kevin Teasley               | 4:03                        |
| 19.                         | "A Thousand Years (Beyond the Video)" (clip) | Christina Perri             | 3:28                        |

## Nhạc nền
1. "The Kingdom Where Nobody Dies" – 1:36
2. "Cold Feet" – 2:44
3. "What You See in the Mirror" – 3:04
4. "Wedding Nightmare" – 1:09
5. "Wolves on the Beach" – 1:59
6. "Goodbyes" – 2:26
7. "A Nova Vida" (New Life) – 2:57
8. "The Threshold" – 1:25
9. "Pregnant" – 2:09
10. "Morte" (Death) – 1:36
11. "Honeymoon in Eclipse" – 2:21
12. "A Wolf Stands Up" – 3:20
13. "Two Man Pack" – 0:32
14. "Don't Choose That" – 2:23
15. "O Negative" – 3:37
16. "Hearing the Baby" – 2:25
17. "Playing Wolves" – 3:15
18. "Let's Start with Forever" – 0:59
19. "It's Renesmee" – 2:29
20. "The Venom" – 1:04
21. "Hearts Failing" – 1:13
22. "Biting" – 2:25
23. "Jacob Imprints" – 1:13
24. "You Kill Her You Kill Me" – 2:11
25. "Bella Reborn" – 3:05

## Đánh giá
| Đánh giá chuyên môn  | Đánh giá chuyên môn |
| Nguồn đánh giá       | Nguồn đánh giá      |
| Nguồn                | Đánh giá            |
| -------------------- | ------------------- |
| Allmusic             | [ 1 ]               |
| Billboard            | (tích cực)          |
| Consequence of Sound | [ 3 ]               |
| Entertainment Weekly | (B)                 |
| Los Angeles Times    | [ 5 ]               |

## Xếp hạng và chứng nhận
| Bảng xếp hạng (2011)     | Vị trí cao nhất |
| ------------------------ | --------------- |
| Australian Albums Chart  | 9               |
| Austrian Albums Chart    | 7               |
| German Albums Chart      | 8               |
| Hungarian Albums Chart   | 32              |
| New Zealand Albums Chart | 11              |
| Polish Albums Chart      | 47              |
| Swiss Albums Chart       | 16              |
| US Billboard 200         | 4               |

### Xếp hạng cuối năm
| Bảng xếp hạng (2011)    | Vị trí |
| ----------------------- | ------ |
| Australian Albums Chart | 75     |
| Austrian Albums Chart   | 59     |
| German Albums Chart     | 92     |

| Quốc gia  | Chứng nhận | Doanh số |
| --------- | ---------- | -------- |
| Australia | Vàng       | 35,000   |